# 짱봄현
짱봄현(베트남어: Huyện Trảng Bom / 縣壯奔)은 베트남 동나이성의 현이다. 국도 1호선상에 위치한 짱봄은 1975년 4월 사이공이 함락되어 베트남 공화국이 몰락하기 전에 치열한 전투 현장이었다.
2003년 현재 짱봄현의 인구는 192,627명이며, 면적은 326km2이다. 현청은 짱봄 시진에 위치해 있다.

## 행정구역
1개의 시진과 16개의 사가 있다.

### 시진
- 짱봄 시진 (壯奔市鎭)

### 사
- 안비엔 (Xã An Viễn / 社安遠)
- 박선  (Xã Bắc Sơn / 社北山)
- 바우함 (Xã Bàu Hàm / 社保咸)
- 빈민 (Xã Bình Minh / 社平明)
- 꺼이가오 (Xã Cây Gáo / 社核梏)
- 동호아 (Xã Đông Hòa / 社東和)
- 도이61  (Xã Đồi 61 / 社61隊)
- 장디엔 (Xã Giang Điền / 社江田)
- 호나이 3  (Xã Hố Nai 3 / 社呼狔三)
- 흥틴 (Xã Hưng Thịnh / 社興盛)
- 꽝띠엔 (Xã Quảng Tiến / 社廣進)
- 송타오 (Xã Sông Thao / 社瀧洮)
- 송쩌우 (Xã Sông Trầu / 社瀧油)
- 떠이호아 (Xã Tây Hòa / 社西和)
- 타인빈 (Xã Thanh Bình / 社清平)
- 쭝호아  (Xã Trung Hòa / 社中和)

## 공단
- 장디엔 공단 (Giang Điền / 江田) 600 ha
- 호나이 공단  (Hố Nai / 呼狔) 523 ha
- 송마이 공단 (Sông Mây) 500 ha
- 바우제오 공단 (Bàu Xéo) 504 ha